# Isobutène
L'isobutène, également appelé isobutylène (ou 2-méthylpropène selon sa dénomination UICPA), est le composé chimique de formule H2C=C(CH3)2. Il s'agit d'un alcène ramifié à quatre atomes de carbone qui se présente sous forme d'un gaz incolore inflammable aux conditions normales de température et de pression.
Il peut être utilisé pour produire un carburant alternatif au MTBE

## Production
L'isobutène peut être isolé à partir de produits de raffinage du pétrole à l'aide d'acide sulfurique H2SO4, mais la principale méthode de production industrielle reste la déshydrogénation catalytique de l'isobutane. La production d'isobutène s'est fortement accrue dans les années 1990 avec l'augmentation de la demande en méthyl tert-butyl éther H3C–O–C(CH3)3 (MTBE). Une troisième voie émerge dans les années 2010, en cours de test qui est la production par fermentation à partir de biomasse (microalgues, sucre, déchets, végétaux...)
En France, Global Bioenergies, entreprise implantée dans le Génopole d'Évry, a annoncé le 6 octobre 2010 avoir fabriqué des OGM capables de synthétiser de l'isobutène à partir de glucose. 
Il s'agirait, selon les responsables de cette société, de bactéries équipées d'un matériel enzymatique artificiel développé par génie génétique et cultivées dans un pilote industriel depuis mai 2015, l'entreprise annonce une production d'une tonne de bioisobutène pour 3,84 tonnes de sucres. La société dispose en 2016 d'un pilote de production d'isobutène biosourcé situé à Bazancourt-Pomacle, annonce maîtriser depuis 2015 la biofermentation de xylose (sucre issu du bois) même en présence d'impuretés, et elle a conclu en septembre 2016 un partenariat de développement d'une filière de carburant d'origine forestière en Suède.
Début 2016, l'entreprise a annoncé vouloir, avec le néozélandais LanzaTech, produire de l'isobutène comme carburant liquide à partir de matières premières non agricoles et déchets organiques.

## Applications
L'isobutène est un intermédiaire de synthèse intervenant dans un grand nombre de produits. Il polymérise pour donner du polyisobutène, utilisé notamment comme élastomère et comme additif de lubrifiants. L'hydroxytoluène butylé (BHT) et l'hydroxyanisole butylé (BHA) sont des antioxydants fabriqués à partir d'isobutène par réaction de Friedel-Crafts avec des phénols.
L'isobutène est également à la base de la fabrication des carburants oxygénés avec le méthanol CH3OH et l'éthanol C2H5OH en donnant l'éther méthyle-tertiobutyle H3C–O–C(CH3)3 (MTBE) et l'éther éthyle-tertiobutyle H3C–CH2–O–C(CH3)3 (ETBE) respectivement :

Addition d'éthanol sur l'isobutène pour produire de l'éther éthyle-tertiobutyle.

L'alkylation avec le butane donne de l'isooctane, autre additif pour les carburants.
L'isobutène intervient en outre dans la production de méthacroléine H2C=C(CHO)–CH3.

## Sécurité
L'isobutène est un gaz hautement inflammable. Il présente des risques d'explosion. 
Il est généralement stocké sous forme de gaz comprimé, le risque étant, outre les explosions, qu'il produise une atmosphère asphyxiante s'il est libéré de façon incontrôlée par simple appauvrissement en oxygène.